# Loxostege bicoloralis
Loxostege bicoloralis là một loài bướm đêm trong họ Crambidae.